# DLA Piper
DLA Piper ist eine weltweit tätige Anwaltskanzlei, deren Büros in mehr als 40 Ländern Rechtsberatung zu wirtschaftsrechtlichen Fragen anbieten. DLA Piper zählt zu den größten Anwaltskanzleien der Welt; das Unternehmen beschäftigt über 4.200 Anwälte.

## Geschichte

### Vor 2005
In Großbritannien reicht die Vorgeschichte des Unternehmens bis 1764 zurück. In diesem Jahr wurde die Anwaltskanzlei Barnard & Bolland in Leeds gegründet. Dieser Firma schloss sich 1833 der junge Rechtsanwalt Thomas Dibb an, einer der Namensgeber der späteren DLA (Dibb Lupton Alsop). Nach mehreren Namensänderungen entstand 1988 durch Zusammenschluss des nun unter Dibb Lupton & Co.  firmierenden Büros mit der Anwaltsfirma Broomhead & Neals aus dem benachbarten Sheffield die Kanzlei Dibb Lupton Broomhead (DLB)  mit Standorten in Leeds und Sheffield. Durch weitere Übernahmen gewann DLB bis 1995 Büros in London, Birmingham und Manchester hinzu. Nach Verschmelzung mit der Kanzlei Alsop Wilkinson entstand 1996 schließlich Dibb Lupton Alsop; ab 2000 wurde der Firmenname mit DLA abgekürzt.
Neben den ursprünglichen Standorten in Nordengland, London und Birmingham gründete DLA bis 2004 Büros in New York und Hongkong sowie durch Kooperationen bzw. Fusionen mit lokalen Kanzleien entstandene Präsenzen in den Niederlanden, Deutschland, Österreich, Italien und Skandinavien. 2003 entstand durch Fusion mit der 1878 gegründeten Kanzlei Weiss-Tessbach die österreichische Präsenz DLA Weiss-Tessbach (später DLA Piper Weiss-Tessbach). Im September 2004 eröffnete DLA Piper ein erstes eigenes Büro in Köln; im November des Jahres folgte ein Büro in Hamburg.

### Ab 2005: DLA Piper
DLA Piper ging 2005 aus dem Zusammenschluss der drei Kanzleien Gray Cary Ware & Freidenrich LLP (San Diego/USA), DLA LLP (London, UK) und Piper Rudnick LLP (Baltimore/Chicago, USA) hervor. Es entstanden die Firmen DLA Piper International LLP mit Hauptsitz in London und DLA Piper US LLP (heute DLA Piper LLP (US) ) mit Hauptsitz in Baltimore. Als übergeordnete Struktur wurde die Schweizer Stiftung DLA Piper Global gegründet.
In den Jahren nach der Fusion dehnte DLA Piper das Unternehmensnetzwerk durch Kooperationen, Fusionen und Eröffnung neuer eigener Standorte nach Russland, Asien, Afrika, in den Mittleren Osten, nach Ost-, Mittel- und Nordeuropa, Lateinamerika und Ozeanien aus. In Deutschland kam im Oktober 2005 der Frankfurter Standort hinzu. Seit August 2007 unterhält DLA Piper außerdem ein Büro in München. 2011 übernahm DLA Piper die bereits seit 2005 assoziierte australische Kanzlei DLA Phillips Fox; damit beschäftigte die Kanzlei weltweit 4000 Anwälte. Im April 2024 eröffnete DLA Piper einen weiteren Standort in Düsseldorf.

## Geschäftstätigkeit
DLA Piper berät  Unternehmen und öffentliche Einrichtungen im Bereich des Wirtschaftsrechts.

### Standorte
DLA Piper unterhält in mehr als 40 Ländern eigene Büros. In etwa 20 afrikanischen Ländern kooperiert DLA-Piper mit jeweils einem lokalen Anwaltsbüro.
In Deutschland ist DLA Piper an den Standorten Düsseldorf, Frankfurt, Hamburg, Köln und München vertreten und beschäftigt mehr als 700 Mitarbeiter, darunter rund 300 Rechtsanwälte und Steuerberater. In Österreich beschäftigt DLA Piper Weiss-Tessbach in einem Büro rund 65 Juristen in Wien.

### Unternehmensstruktur
Die beiden zentralen Gesellschaften von DLA Piper sind die DLA Piper International LLP und die DLA Piper US LLP. In der Sozietätsstruktur sind sie dem Schweizer Verein DLA Piper Global untergeordnet. Die DLA Piper US LLP betreibt die US-amerikanischen, die DLA Piper International LLP die europäischen Geschäfte des Unternehmens. Die DLA Piper International ist die Muttergesellschaft mehrerer Ländergesellschaften, die in Europa, Asien, Amerika, Australien und Südafrika juristische Dienstleistungen anbieten. Darunter befindet sich die DLA Piper UK LLP, der auch die deutschen Partner angehören.